# Ellen von Unwerth
Ellen von Unwerth (n. 1954 în Frankfurt am Main, Germania) este o fotografă contemporană renumită din Germania.

## Expoziții
- 2002 "reality-check", 2. Triennale der Photographie, Hamburg / "Archaeology of Elegance", Deichtorhallen, Hamburg
- 2003 "Ellen von Unwerth - Revenge", CAMERA WORK, Berlin

## Publicații
- Snaps 1994 (ISBN 0944092292)
- Couples 1998 (ISBN 3823803670)
- Wicked 1999 (ISBN 3888148995)
- Revenge 2003 (ISBN 1931885141)
- Fräulein 2009, Taschen Verlag (ISBN 978-3-8365-1477-4)